# أرشيبالد هاريس
أرشيبالد هاريس (22 ديسمبر 1892 برغبي في المملكة المتحدة - 10 أبريل 1955 في المملكة المتحدة) (بالإنجليزية: Archibald Harris)‏ هو لاعب كريكت بريطاني (وحمل سابقاً جنسية المملكة المتحدة لبريطانيا العظمى وأيرلندا). لعب مع نادي وارويكشاير للكريكيت ‏.

## وصلات خارجية
- أرشيبالد هاريس على موقع إي آس بي آن كريك إنفو (الإنجليزية)